# Mutarotație
Mutarotația este fenomenul de modificare lentă a valorii rotației optice specifice a unei zaharide, din cauza producerii unui dezechilibru între doi anomeri. Zaharidele ciclice prezintă mutarotație, deoarece între anomerii α și β se stabilește un echilibru chimic în soluție. 

## Valori
De exemplu dacă o soluție de β-D-glucopiranoză este dizolvată în apă, rotația specifică va fi +18,7. Cu timpul, o parte din moleculele de β-D-glucopiranoză vor suferi mutarotație și vor deveni α-D-glucopiranoză, cu o rotație specifică de +112,2. Astfel, rotația optică a soluție va crește de la +18,7 la o valoare de echilibru de +52,5, deoarece o parte din moleculele β devin molecule α. Amestecul de la echilibru este format aproximativ din 64% of β-D-glucopiranoză și 36% of α-D-glucopiranoză, dar și foarte puține urme din zaharida neciclică. 